# Smash Hits (periodico)
Smash Hits è stata una rivista musicale ideata dal giornalista inglese Nick Logan e indirizzata ai giovani adulti, originariamente pubblicata da EMAP. Venne pubblicata dal 1978 al 2006, e, dopo essere stato per un certo periodo mensile, fu quindicinale per la maggior parte della sua vita. Il nome sopravvisse come spin-off per un canale televisivo, ora rinominata Box Hits, e per un sito web. Smash Hits Radio fu una radio poi chiusa il 5 agosto 2013.